# Teleki-kastély (Koltó)
A koltói Teleki-kastély műemlék épület Romániában, Máramaros megyében. A romániai műemlékek jegyzékében az MM-II-a-A-04446 sorszámon szerepel.

## Története
A kastély feltehetően Mária Terézia uralkodásának idején épült, 1821-ben pedig már restaurálták a barokk épületet. A Telekiek 18. századi kastélya, leghíresebb ura gróf Teleki Sándor 48-as ezredes, emlékíró, aki 25 éves korában, 1825-ben vette át a koltói birtok vezetését.
A kertben elkerítve látható a híres somfa alatti kőasztal, melyen Petőfi számos versét írta 1847-ben. Petőfi somfájának nevezik, s ez alatt temették el kívánsága szerint Teleki Sándort is.A kastélyról Jókai Mór így ír: A legelső belépésnél meglepnek a nagybecsű olajfestmények, amikkel a termek falai tetőtől talpig fedve vannak. Bronzino, Saleruo Andrea, Guido Reni, Gerardo de la Nosse, Salvator Rosa, Artemisi, Gentileschi, Giordano Luca (üvegfestő), Pauji, Ribeyras, Solimene, Marko, Velasquez, Murillo, Tiepulo, Delamonica, Pagliano Palini és számtalan más nagy mesterek remekművei, miket Teleki Sándor széles e világon barangoltában hol zsibvásáron potom árért, hol drága pénzen összeszerzett.
A gróf örökösei 1936-ig karban tartották a kastélyt, majd ezután a politikai viszonyok miatt kénytelenek voltak elhagyni a kastélyt és a falut is, valamint a román állam kényszerítése miatt mindent eladni; Teleki János (1868–1937), Szatmár vármegyei bizottsági tag, az utolsó tulajdonosa volt, és ez után Budapestre költözött el, ahol hamarosan elhunyt. 
A második világháború után menekültek szállták meg, a megmaradt bútorokat a környékbeliek hordták szét. Az államosítást követően restaurálás címén lebontották a kastély romantikus csigalépcsőjét és néhány falát, majd szórakozóhelyet létesítettek benne. Ezzel egyidőben a termelőszövetkezet raktárként és irodaként használta. Később iskolává alakították. 
2017–2020 között teljeskörű felújításon esett át, immáron kulturális közösségi térként működik: falai közt helytörténeti kiállítás, Teleki Sándor és barátai kapcsolatát bemutató tárlat látható. A Teleki családhoz hű kocsis Sebők Mihály ötlete volt, hogy a kastélyban múzeumot alakítsanak ki. A kastély fő látványossága a Teleki-Petőfi kiállítás, mely a költő nászútjának és Szendrey Júliának is emléket állít. Ünnepélyes megnyitójára 2023. október 20-án került sor.

## Petőfi Koltón
1846-1847-ben – a "vad gróf" vendégeként – három alkalommal is megfordult a településen a kor híres költője, Petőfi Sándor. Ezek közül a "látogatások" közül a legemlékezetesebb az 1847. szeptember 9. – október 19. közötti időszak, amikor az ifjú író hitvesével, Szendrey Júliával, itt töltötte a mézesheteket, miközben 28 új verssel (pl. Szeptember végén) gazdagította a magyar lírát. A költemények zöme a híres somfa alatti kőasztalon íródott, ezt a fát Petőfi somfájának nevezik, s ez alatt temették el kívánsága szerint Teleki Sándort is.
Petőfi egyetlen arisztokrata barátja így idézi föl visszaemlékezéseiben megismerkedésük anekdotikus körülményeit, melyre 1846. szeptember 8-án került sor a nagykárolyi Szarvas vendéglőben.
"Első szava, melyet hozzám intézett, ez volt: 
– Ön az első eleven gróf, akivel beszélek. 
– Hát döglöttel beszéltél-e ? – kérdém némi savanyúsággal. 
– Az magam is voltam komédiás koromban. 
– Na czimborám, velem ugyan nem sokat nyertél, mert magam is csak olyan vad gróf vagyok. 
Rám nézett; szemeiből láttam, hogy ezt a feleletet nem várta; kezet nyújtott s a jég meg volt törve. 
Asztalunkhoz ült s hosszasan quaterkáztunk együtt."
Petőfi első koltói látogatásáról így emlékezik: 
"Vidékünk szépsége meglepte. Kertemből a kilátás olyan, hogy continentalis vidéken ritkitja párját.
Házam egy kis lejtős magaslaton áll; az előtéren éjszak felé sima nagy térség, zöld rétekkel és tölgyfa-csoportozatokkal a térséget a Lápos vize kigyózza végig, s egy magaslatról egész futása látható, mint ő mondá a kanyargó Szamosról: „mint egy odafagyott villám“.
A másod téren, a Láposon túl, lankás dombok szilvafákkal beültetve, felettök egy fensik, óriás tölgyerdőkkel; tiszta időben tizennyolcz falunak fehér tornya látszik, s minden falu kertjei fákkal úgy beültetve, mintha erdők közepén állanának; harangjaik hangja elhalattszik hozzánk a völgybe s szép időben a nagy-bányai harang is idáig zúg.
A háttérben, amphitheatralis kanyarulatban, a Kárpátok hegylánczolata, Ugocsa-megye két nagy mamelonjától föl keletre (...) éjszakról Mármarosba nézve, a Tisza folyását, e magyar Nílust, mely gazdagit és rombol, áldást és végpusztulást áraszt. (...)
De végre is, mit nyavalygom én a leirásával, mikor megirta ő, a költő: „...ide jöttünk Koltóra. Ez egy kis falu, Kővár vidékén, a Lápos-völgyben, Nagy- Bányától egy órányira, délre. A táj olyan szép, mintha az én képzeletem után alkotta volna a természet.“"
Sándor gróf a költő hathetes nászútjának idejére átengedte az ifjú párnak kastélyát – szinte az egész személyzetet elküldte, hogy "ne lássa senki boldogságom". A nevezetes mézeshetek előzményeiről így emlékezik Teleki:
"Szokatlan komolyságáról mindjárt észrevettem, hogy valami nyomja a szivét.
Vacsora után félre hiv s azt mondja:
– Beszédem van veled négyszemközt.
Bevezettem a szomszéd szobába.
– Mondjad, mi kell ?
– Druszám, nagy kérésem van hozzád.
– Ki vele, állunk elébe.
– Szeretném a mézes heteket nálad, Koltón tölteni.
– Hát ki mondja, hogy ne töltsd?
– De ez nem elég.
– Nos, hát folytasd.
– Eredj el te is hazulról, egyedül akarok lenni; ne lássa senki boldogságomat.
– Lehet; úgy is szülőimhez szándékszom menni, nagy örömet szerzesz nekik, hogy elküldesz. Mikor menjek?
– Majd megirom a napját; de hát még ez sem elég.
– Na!
– Küldj el mindenkit a háztól.
– Az istállókból is?
– Nem, csak a háztól.
– Szivesen; a szakács marad a feleséségével, mert asszony nélkül nem hagyom nődet, s ennetek is csak kell, mert turbékolásból nem éltek meg.
– Köszönöm!
Pár nap alatt üres volt a koltói ház, csak a szakács és szakácsnő várták a Petőfi-párt."

## Szoborpark
Parkjában több mellszobor, ill. egyéb emlékmű található, valamint egy tájékoztató táblával megjelölt, közel 350 éves mocsári ciprus. 
A legismertebb műalkotás Petőfit és Szendrey Júliát ábrázolja: a Szeptember végén (1997) alkotója Pogány Gábor Benő szolnoki szobrászművész. Felavatására 1998. szeptember 6-án került sor.
A kastélykertben a költő kultusza jegyében minden szeptemberben megrendezésre kerülnek a Petőfi-napok.